# Manuel Tolsá Sarrión

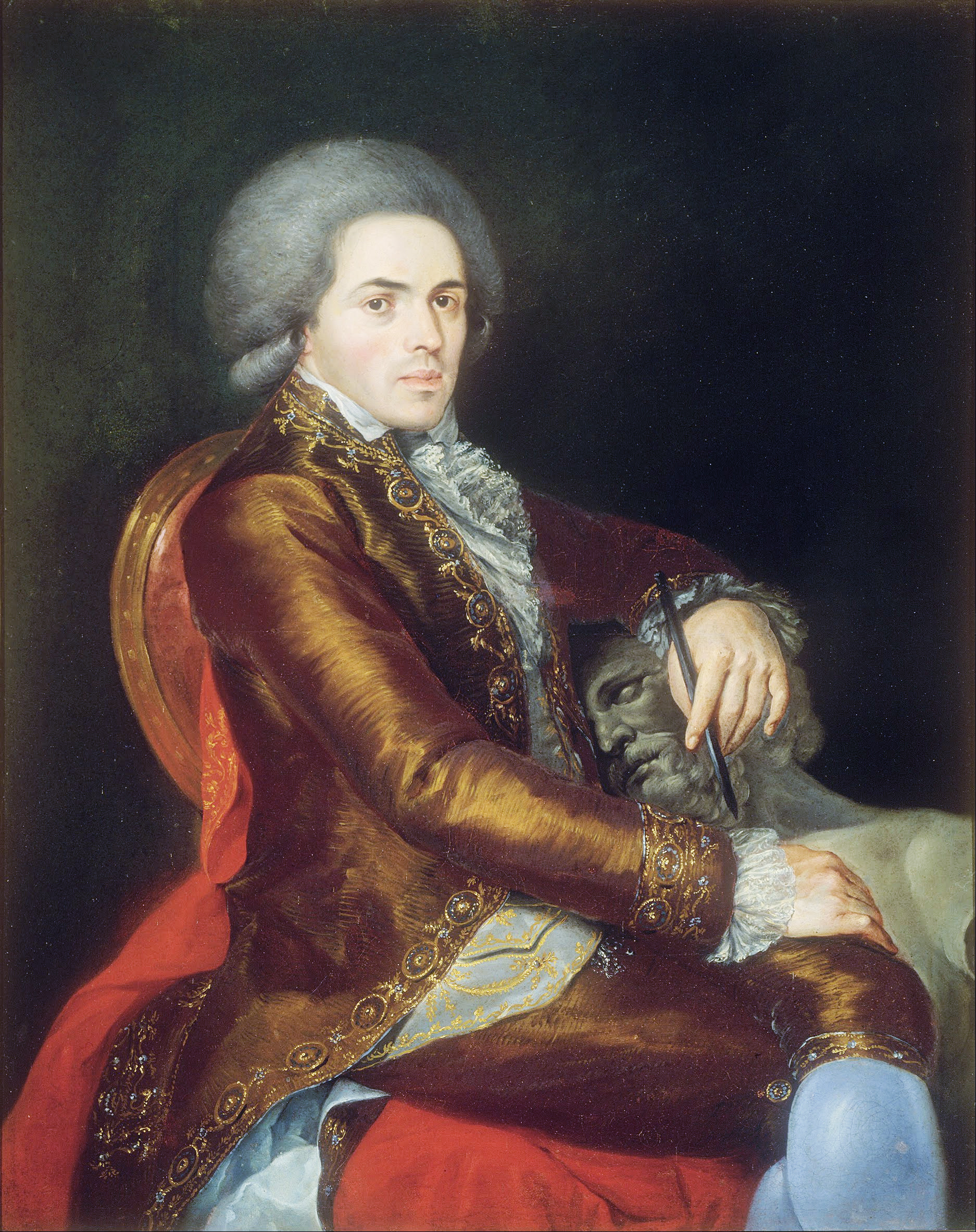
Manuel Tolsá Sarrión

Manuel Tolsá Sarrión (* 4. Mai 1757 in Enguera, Provinz Valencia; † 25. Dezember 1816 in Las Lagunas) war ein spanisch-mexikanischer Baumeister und Bildhauer.

## Leben
Tolsá studierte Bildhauerei und Architektur an den Königlichen Akademien der Schönen Künste in Valencia (Real Academia de Bellas Artes de San Carlos de Valencia) und Madrid (Real Academia de Bellas Artes de San Fernando).
In Spanien war er Bildhauer an der Königskammer und Vorsitzender des Ausschusses für Handel, Währung und Minen an der Academia de Bellas Artes de San Fernando, bevor er 1790 zum Direktor der Real Academia de San Carlos de las Nobles Artes in Mexiko-Stadt bestimmt wurde. Als er im Februar 1791 von Cádiz nach Neuspanien aufbrach, führte er im Auftrag König Karls IV. nicht nur Bücher und Bildhauerwerkzeuge mit sich, sondern auch Abdrücke klassischer Statuen aus den Vatikanischen Museen. Bei der Ankunft im Hafen von Veracruz heiratete er seine Lebensgefährtin María Luisa de Sanz Téllez Girón y Espinosa.
In Mexiko-Stadt bekam er zusätzlich und unvergütet die Bauaufsicht über das städtische Brauch- und Abwassersystem sowie die Leitung der Aufforstungsarbeiten im Alameda-Park und um das Kolosseum übertragen.
Anschließend wandte er sich den Bau- und Kunstvorhaben zu. Unter anderem schloss er die Arbeiten an der von Pedro de Arrieta errichteten Kathedrale von Mexiko-Stadt ab. Er war Baumeister des Palacio de Minería (dt.: „Bergbaupalast“), des alten Buenavista-Palastes, in dem sich heute das Museo de San Carlos befindet, und des Hauses des Marquis von Apartado vor dem Templo Mayor, das später Ferdinand VII. als Palast diente. Das von ihm entworfene Hospicio Cabañas in Guadalajara wurde 1997 in die Liste des UNESCO-Welterbes aufgenommen. Für Karl IV. schuf er im Jahr 1803 das Reiterdenkmal „El Caballito“ und die Büste von Hernán Cortés im Hospital de Jesús.
Neben weiteren Bauwerken und Skulpturen gestaltete Tolsá auch Mobiliar, Altäre und andere Kircheneinrichtungsgegenstände, entwarf Kanonenrohrgüsse und Pferdekutschen. Er eröffnete ein Badehaus und installierte einen Keramikbrennofen.
Er trug zur Sammlung der Real Academia de San Carlos de las Nobles Artes eine Sammlung von über 300 Münzen und Medaillen sowie Gießformen und Skulpturen bei. Nachdem er 1816 aufgrund eines Magengeschwürs verstorben war, wurde sein Leichnam nach dem Trauerzeremoniell in das ‚Panteón‘ neben der Kirche San Fernando überführt.

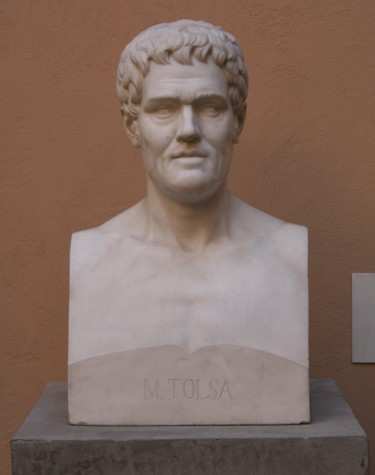
Büste von Manuel Tolsá (1853) – Martín Soriano
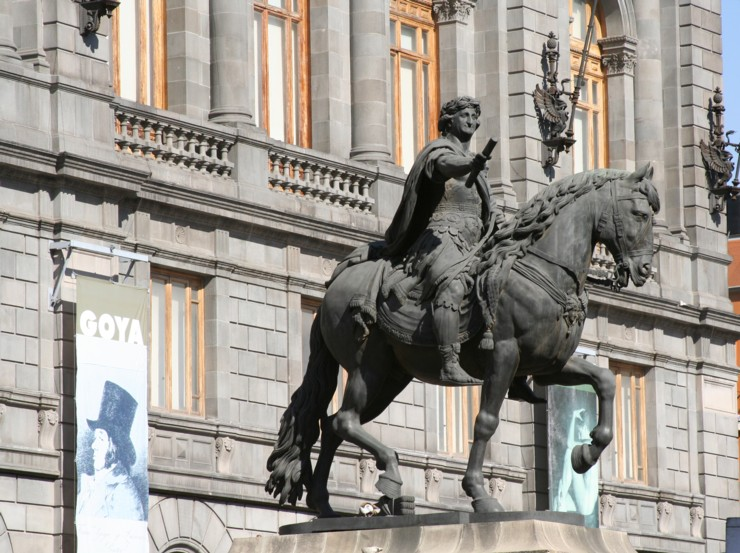
Das Reiterdenkmal „El Caballito“ (Das Pferdchen), Avenida Tacuba, Mexiko-Stadt
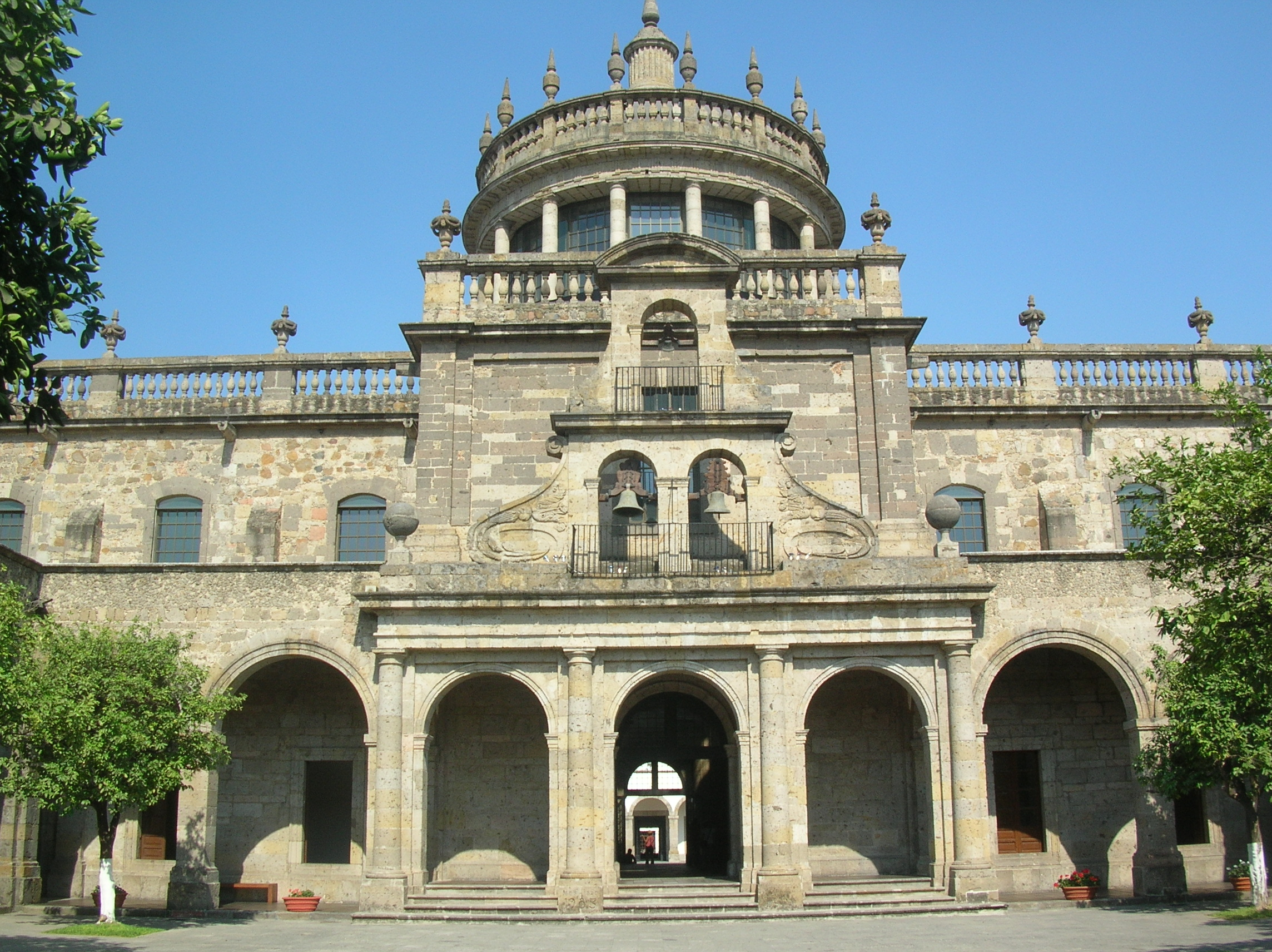
Hospicio Cabañas, Guadalajara
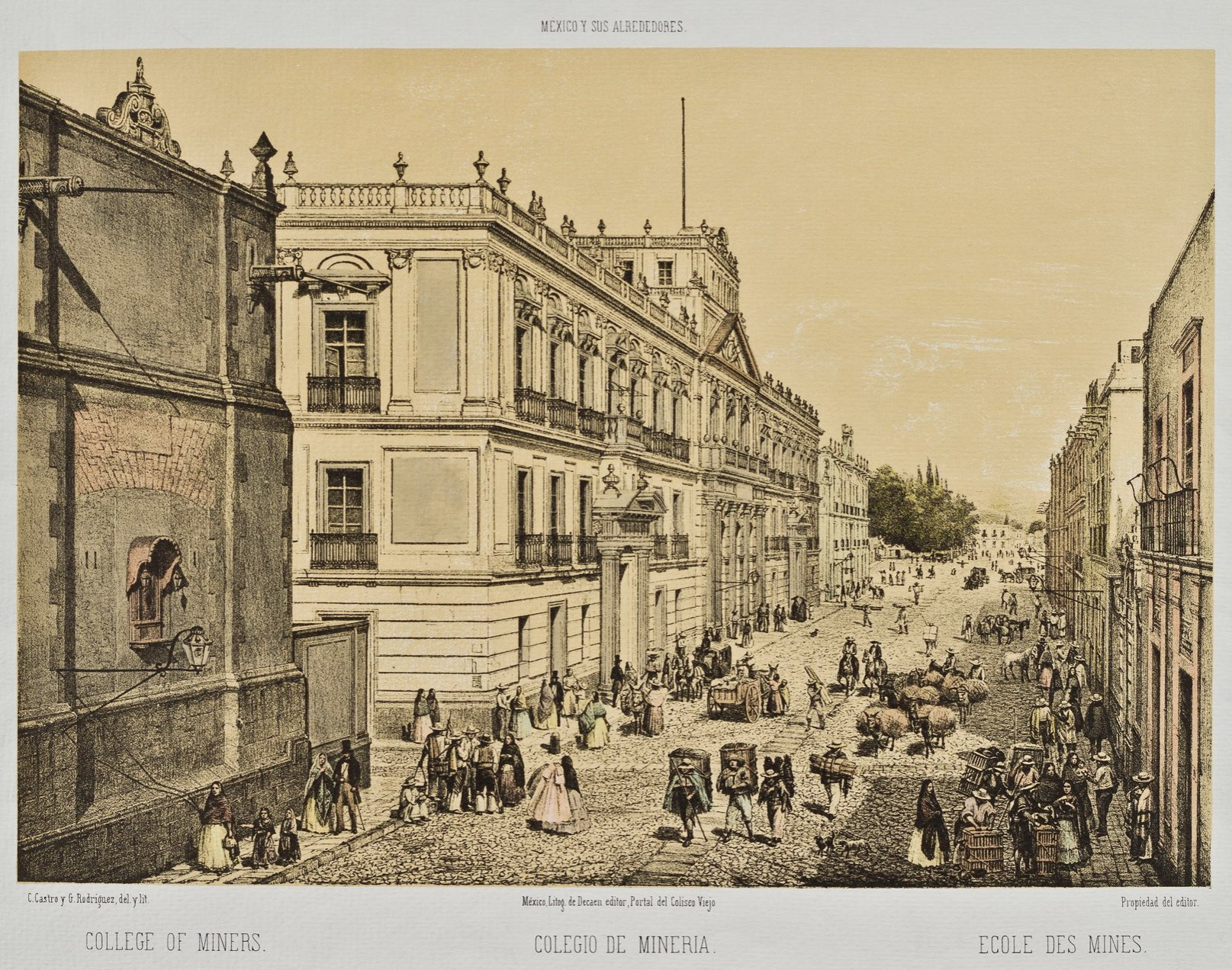
Palacio de Minería, Mexiko-Stadt